# Radwimps 2 ~Hatten tojō~
RADWIMPS 2 ~Hatten tojō~ (jap. RADWIMPS 2～発展途上～) – drugi album studyjny japońskiego zespołu Radwimps, wydany w Japonii 8 marca 2005 roku przez Newtraxx. Zadebiutował na 80 pozycji w rankingu Oricon i pozostał na liście przez 106 tygodni. Sprzedał się w nakładzie ponad 98 tys. egzemplarzy.

## Lista utworów
Tekst i kompozycja: Yōjirō Noda, aranżacja: Radwimps (1–10, 12–14), Yōjirō Noda (11).
| CD  | CD                                                        | CD      |
| Nr  | Tytuł utworu                                              | Długość |
| --- | --------------------------------------------------------- | ------- |
| 1.  | „Kanashi ~Akuru ake~” (jap. 愛し 〜明くる明け〜)          | 1:35    |
| 2.  | „Nanchitte” (jap. なんちって)                             | 3:20    |
| 3.  | „Sorya kimi ga suki dakara” (jap. そりゃ君が好きだから)   | 3:18    |
| 4.  | „Yumemizuki ni nani omou” (jap. 夢見月に何想ふ)           | 5:07    |
| 5.  | „Not Because” (jap. ノットビコーズ Notto Bikōzu)          | 4:02    |
| 6.  | „Kanashi” (jap. 愛し)                                     | 6:34    |
| 7.  | „Wimps Gakuen Yasumi Jikan” (jap. ういんぷす学園休み時間) | 0:58    |
| 8.  | „Hikikomori Rollin” (jap. ヒキコモリロリン)               | 4:46    |
| 9.  | „Chakuseki” (jap. 着席)                                   | 0:08    |
| 10. | „Oreiro Sky” (jap. 俺色スカイ)                            | 4:17    |
| 11. | „Oto no ha” (jap. 音の葉)                                 | 4:04    |
| 12. | „Incoherent” (jap. シリメツレツ)                          | 3:22    |
| 13. | „Kiseki” (jap. 祈跡) (in album version))                  | 9:03    |
| 14. | „Lullaby” (jap. ララバイ)                                 | 2:50    |